# جوني سوتون
جوني سوتون (بالإنجليزية: Johnny Sutton)‏ هو محامي أمريكي، ولد في 1961 في هيوستن في الولايات المتحدة.